# Terpsiphone atrochalybeia
El monarca colilargo de Santo Tomé (Terpsiphone atrochalybeia) es una especie de ave paseriforme de la familia Monarchidae.

## Distribución y hábitat
Es endémica de la isla de Santo Tomé y del cercano islote de las Tórtolas (Santo Tomé y Príncipe). Sus hábitats naturales son los bosques secos y los bosques húmedos tropicales.